# 季語

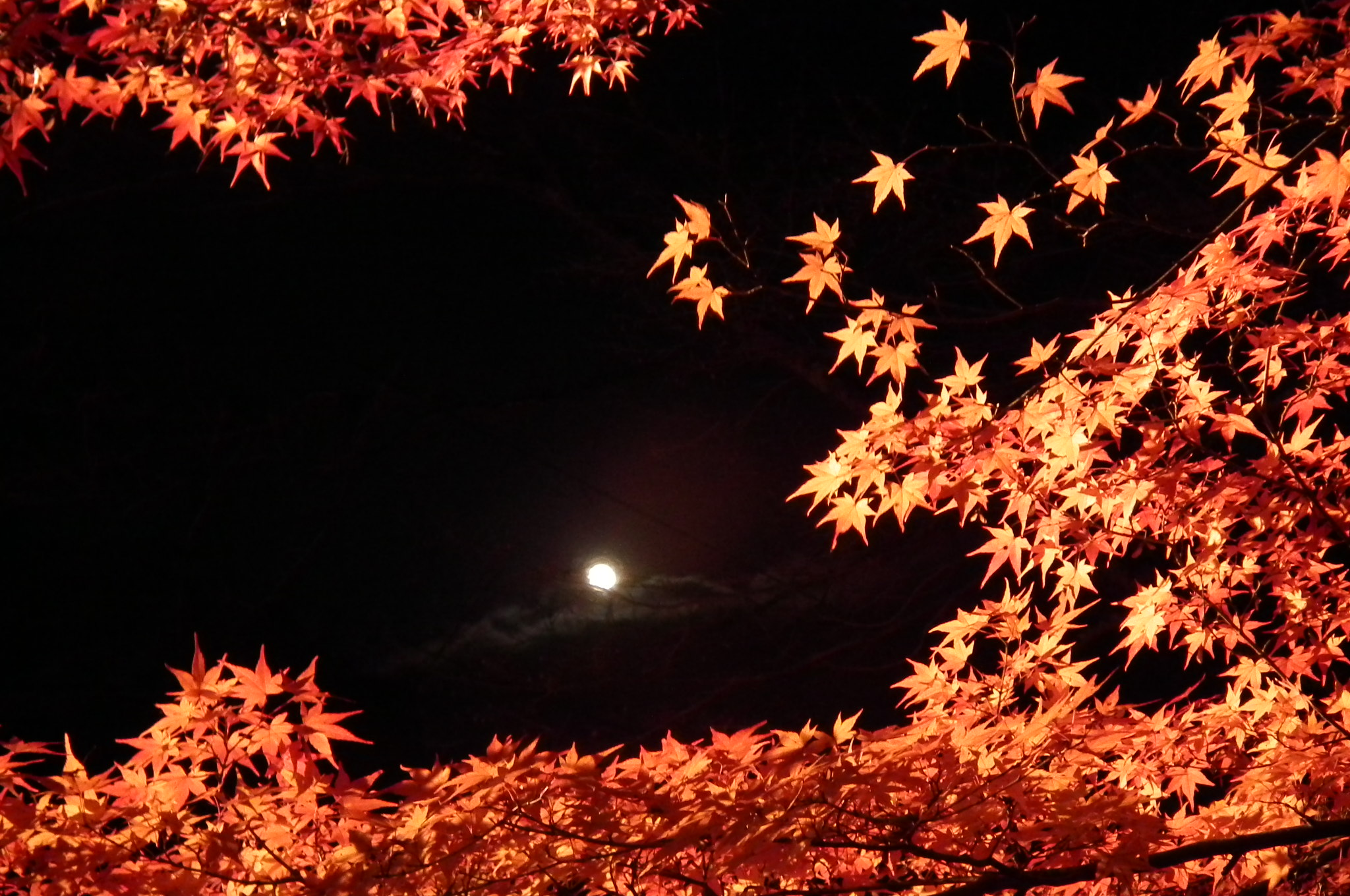
“紅葉”、“月”為秋季季語。

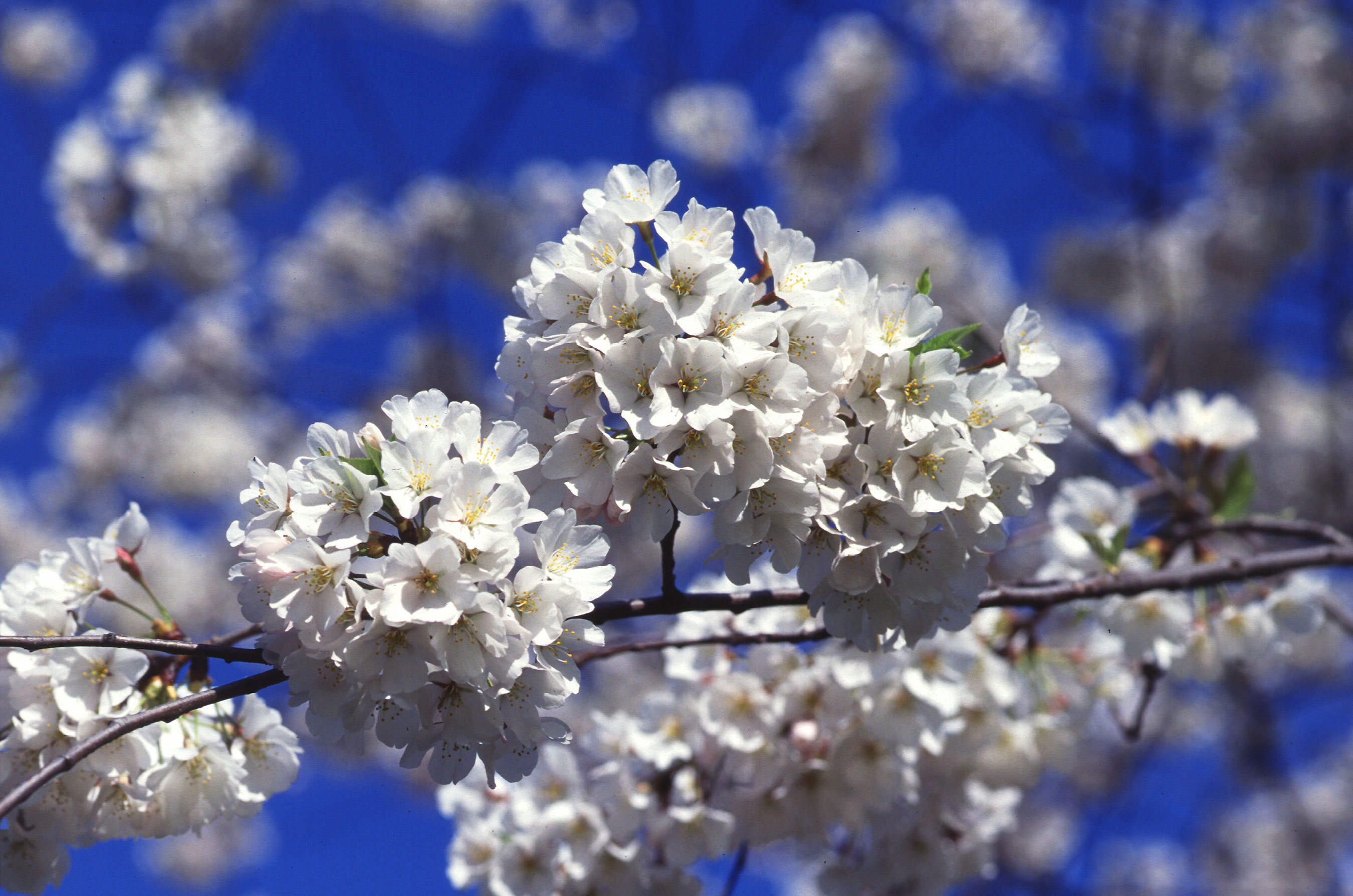
代表性的春之季“花”，常指櫻花。

季语（きご）是在连歌、俳谐、俳句等地方使用的用来表达特定季节的词汇。像是“雪”（冬）、“月”（秋）、“花”（春）等等。根据流派、结社的不同，成为咏唱的主题或者一句的主题的词汇被称为“季题”，虽然和仅仅表示季节的“季语”有所区别，但是二者的使用环境比较模糊不清，互相之间也可以作为同义词互用。

## 历史
日本自古以来就在诗歌中表达季节感的意识，在《万叶集》的第八卷和第十卷、《古今和歌集》的前六卷里都有各种各样根据季节而设立的分类。季语出现是在平安时代后期，能因所著的《能因歌枕》里按照月份给150个季语进行了分类。第五本敕撰和歌集的《金叶和歌集》中，把当时还没确定季节的“月”定为秋天的景物，自此之后，“月”与“花”（这里指的是樱花）（春）、“小杜鹃”（夏）、“红叶”（秋）和“雪”（冬）一起，被特别视为“五个景物”。
在近代以来，也有俳人在俳句中采用新的季语，这些都记载在歳時記中而不断增加中，现代的歳時記大概已经收录了超过5000条季语。

## 季语的种类
季语可以根据其组成分成3类。第一类是“事实的季语”，雪主要是在冬天降下，所以是冬。梅花主要是在春天开放，所以是春。像这样以自然界的事实为依据而决定的。第二类是“指示的季语”，像是“春雨”、“夏日的山”、“秋风”这样的，可以在事物上表现季节的词语变成了直接表示季节的词语。最后是“约定成俗的季语”，这些实际上在多个季节中都可以见到，但是根据传统的美学意识而形成了约定成俗的季节感。像前述的“月”（秋），还有“蛙”（春）、“虫”（秋）、“火事”（冬）都属于此类。